# (130) Electra
(130) Electra es un asteroide que forma parte del cinturón de asteroides y fue descubierto el 17 de febrero de 1873 por Christian Heinrich Friedrich Peters desde el observatorio Litchfield de Clinton, Estados Unidos.
Está nombrado por Electra, un personaje de la mitología griega.

## Características orbitales
Electra orbita a una distancia media de 3,123 ua del Sol, pudiendo alejarse hasta 3,773 ua. Tiene una inclinación orbital de 22,87° y una excentricidad de 0,2083. Emplea 2016 días en completar una órbita alrededor del Sol.